# Norr-Äspen
Norr-Äspen (ook wel Noor-Espen) is een Zweeds eiland behorend tot de Lule-archipel. Het ligt ten westen van Norr-Äspen. Het heeft geen vaste oeververbinding en heeft een overnachtingshuisje. Op het eiland groeit een van de oudste sparrensoorten en op de omgevallen bomen groeien paddenstoelen en schimmels waaronder Fomitosis rosea, Amylocytus lapponica, Skeletocutis odora en de Phlebia centrifuga. Het eiland maakt deel uit van Natura 2000. Voorheen legde men aan in de nu genoemde Gammelhamn; tegenwoordig meer aan de westkust.